# خیرت ویلدرس
خیِرت ویلدرس (به هلندی: Geert Wilders) زاده ۶ سپتامبر ۱۹۶۳ سیاستمدار هلندی و رهبر حزب برای آزادی است. او از ۱۹۹۸ عضو مجلس سفلای پارلمان هلند است. او ضد اسلام و از طرفداران سخت‌گیری برای مهاجرت مخصوصاً از کشورهای غیر غربی است. وی در خانواده‌ای کاتولیک بزرگ شده است اما اکنون دیگر هیچ گونه اعتقاد مذهبی ندارد و ندانم‌گرا است. او که کوچک‌ترین فرزند از چهار فرزند خانواده است پس از گذراندن دوران دبیرستان، به مدت دو سال برای کار به خاورمیانه سفر کرده بود. از آن پس به گفته خودش دست کم ۴۰ بار به اسرائیل سفر کرده و ارتباط خود را با آن کشور حفظ کرده است. اما با دیگر کشورهای منطقه رابطه‌ای ندارد و اقرار می‌کند که هیچ دوست مسلمانی ندارد.

## اخلاق سیاسی
او برخلاف دونالد ترامپ و نایجل فراژ (از چهره‌های اصلی خروج بریتانیا از اتحادیه اروپا) که خود را غیرخودی و خارج از نظام سیاسی حاکم بر کشور خود می‌دانند برآمده از نظام حکومتی هلند است. او یکی از قدیمی‌ترین نمایندگان پارلمان هلند است که از ۱۹۹۸ نماینده مجلس هلند است.

## آغاز فعالیت سیاسی

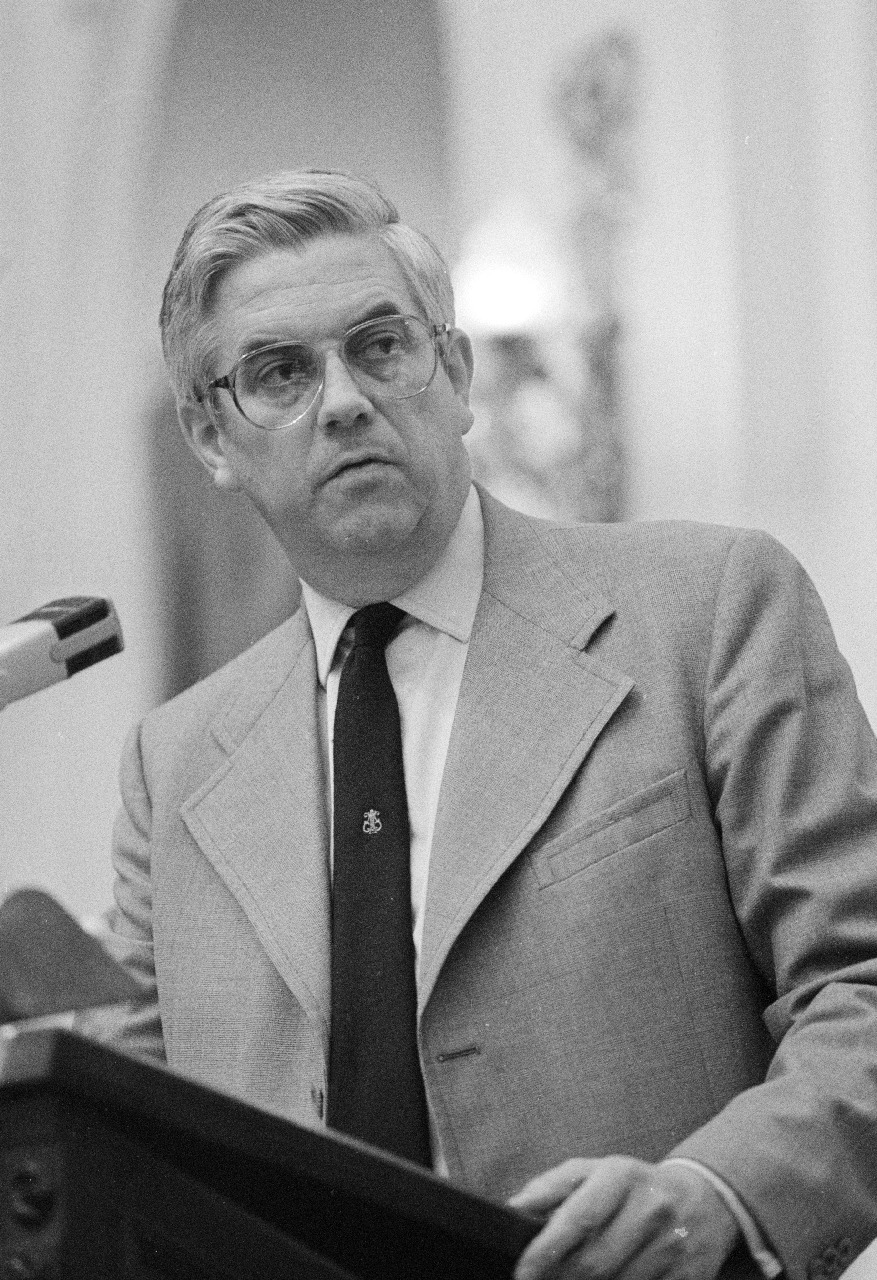
فریتز بولکشتاین، استاد سیاسی خیرت ویلدرس

او فعالیت سیاسی را از «حزب مردم برای آزادی و دموکراسی» آغاز کرد. اما پس از سرخوردگی از سیاست‌های این حزب، در سال ۲۰۰۴ پس از ایجاد شورش در درون این حزب از آن اخراج شد و در سال ۲۰۰۶ حزب خود یعنی حزب برای آزادی را بنیان گذاشت.

## سیاست
تنها عضو رسمی این حزب، خود خیرت ویلدرس است. او فقط افراد بسیار وفادار به خود را به‌عنوان نامزدهای حزب معرفی می‌کند. وعده‌های انتخاباتی حزب آزادی، فقط در یک صفحه با دو محور ۱) اسلام‌زدایی در هلند و ۲) منع کامل مهاجرت از کشورهای اسلامی معرفی می‌شوند. او خواستار توقف کامل دادن پناهندگی در هلند است.
خیرت ویلدرس مخالف عضویت هلند در اتحادیه اروپا است. در جریان درخواست اتحادیه اروپا برای ایجاد یک قانون اساسی در سال ۲۰۰۵ او از رهبران شکست همه‌پرسی بود. در آن هنگام هلندی‌ها و فرانسوی‌ها این درخواست اتحادیه را در دو همه‌پرسی رد کردند.

## ترس از سوءقصد
از سال ۲۰۰۴ که نیروهای امنیتی هلند طرح ترور او را کشف و خنثی کردند، او تحت حفاظت ۲۴ ساعته پلیس است. او در خانه‌ای امن و ضد گلوله زندگی می‌کند که حتی یک پناهگاه امن هم دارد. در هنگام رفت‌وآمد نیز او را با ماشین ضد گلوله از محل سکونت به دفترش در پارلمان می‌برند. ویلدرس، جلیقه ضد گلوله می‌پوشد. او به گفته خودش به دلیل نفرت از اسلام از زندگی شخصی محروم شده‌است. در نتیجه این محدودیت‌ها، او تماس عادی با جامعه و زندگی روزمره مردم را کاملاً از دست داده‌است.

## اسلام

### دیدگاه
خیرت ویلدرس برای اظهاراتش علیه اسلام و مسلمانان معروف است. او قرآن را با کتاب «نبرد من» آدولف هیتلر مقایسه کرده و خواستار ممنوعیت کامل آن در هلند شده‌است. او خواستار تعطیلی مسجد (که آنها را کاخ نفرت می‌خواند) و مدارس اسلامی در هلند است.
او در مصاحبه‌ای گفته‌است که محمد، پیامبر اسلام، قابل مقایسه با دیکتاتور آلمانی ست: «اگر محمد امروز زنده بود، با او مانند یک جنایتکار جنگی برخورد می‌شد که از کشورش تبعید یا زندانی می‌شد.»

### مسلمانان
ویلدرس معتقد است مسلمان میانه‌رو وجود ندارد. آنها که به عنوان مسلمان میانه‌رو معرفی می‌شوند یا در واقع مسلمان نیستند (چون آداب و شریعت اسلام را به جا نمی‌آورند)، یا دروغگو هستند یا قرآن را نخوانده‌اند.

### فیلم ضداسلامی
او به‌خاطر فیلمی ضداسلامی به نام فتنه مشهور شد. او یکبار تاریخ انتشار فیلم خود را به تأخیر انداخت. اما سرانجام آن را در ۲۷ مارس سال ۲۰۰۸ پخش کرد. پخش این فیلم واکنش‌های زیادی را در میان مسلمانان برانگیخت. او توسط مسلمانان افراطی به مرگ تهدید شده و مدتی تحت نظر پلیس به‌سر می‌برد.
پیش از پخش این فیلم، وزارت امور خارجه و دولت هلند این فیلم را محکوم کرده بودند.
وی می‌گوید این فیلم را به این علت ساخته‌است که ثابت کند «اسلام و قرآن بخش‌هایی از یک ایدئولوژی فاشیستی هستند و می‌خواهند تمامی عقایدی را که ما در جهان دموکراتیک غربی به آن باور داریم، از بین ببرند.»

### مسابقه کاریکاتور چهره محمد
در ۱۲ ژوئن ۲۰۰۸ ویلدرس اعلام کرد که قرار است مسابقه ای برای کشیدن کاریکاتور محمد، پیامبر اسلام برگزار شود. از اینرو این فرد توسط یک بازیکن کریکت پاکستانی به نام خالد لطیف، تهدید به مرگ شده و برای سرش جایزه تعیین شده‌است.

### مهاجرت
خیرت ویلدرس بارها به دلیل اظهارات تحریک‌آمیز درباره مراکشی‌ها در دادگاه حاضر شده است. او به اتهام توهین به مردم مراکشی‌تبار به دلیل رهبری شعاری با درخواست مراکشیِ کمتر در یک راهپیمایی در سال ۲۰۱۴ محکوم شد. اما در نهایت در اتهام تحریک مجرم شناخته نشد.
او خواستار بازگرداندن پناهندگان به کشورهایشان است.

## خارجی‌ها
ویلدرس کسانی را که در خیابان از ظاهرشان می‌توان فهمید خارجی هستند «تروریست خیابانی» می‌خواند.

## ایران
خیرت ویلدرس در جوانی به بسیاری از کشورهای خاورمیانه از جمله ایران سفر کرده‌است. او به عنوان یکی از نمایندگان پارلمان هلند به ایران رفته بود. اما ناگهان به دلیل احساس ترس، بلافاصله از هتل به فرودگاه رفته و با اولین پرواز به هلند بازگشت.
ویلدرس طرفدار حمله نظامی اسرائیل به ایران به خاطر برنامه هسته‌ای در ایران بود.

## اسرائیل
ویلدرس طرفدار سفت و سخت اسرائیل است. او در جوانی دو سال در کیبوتص‌های اسرائیل کار و زندگی کرده و پس از آن حدود ۴۰ بار به این کشور سفر کرده‌است.
گفته می‌شود که مادربزرگ آقای ویلدرس که اهل جاوه در اندونزی بوده‌است از یهودیان سرشناس آن منطقه بوده و بر طبق قوانین آیین یهود، خیرت ویلدرس، یهودی محسوب می‌شود.

## رسانه
خیرت ویلدرس یکی از متخصصان استفاده از رسانه شناخته‌ها است. او به خوبی می‌داند چگونه از رسانه‌ها برای قرار گرفتن در مرکز توجه استفاده کند. او در گذشته، دوره‌های آموزشی رسانه را گذرانده‌است.
دسترسی خبرنگاران به آقای ویلدرس بسیار سخت است؛ زیرا حزب او به درخواست‌های مصاحبه یا درخواست برای تأیید یا تکذیب اخبار پاسخ نمی‌دهد و حضور خیرت ویلدرس در رسانه‌ها بسیار گزینشی و برنامه‌ریزی شده‌است.

## ارتباط از طریق شبکه‌های اجتماعی
محرومیت او از زندگی اجتماعی و حزب نامتعارف او که تقریباً فعالیت مرسوم حزبی ندارد، باعث شده که بیشتر فعالیت‌های تبلیغاتی او در اینترنت و شبکه‌های اجتماعی انجام شود.

## زندگی شخصی

### اخلاق
خرت ویلدرس فردی خوش‌برخورد است و در جمع‌های خصوصی با بسیاری از رقبای خود به خوبی رفتار می‌کند. رفتار تک‌رو و بیان صریح او برای بخش زیادی از جامعه هلند جذاب است.

### همسر
همسر ویلدرس «کریستینا مارفای» دیپلمات پیشین اهل مجارستان است. به ترس از سوءقصد، خیرت ویلدرس فقط هفته‌ای یک بار می‌تواند همسرش را ببیند. این زوج، فرزندی ندارند.

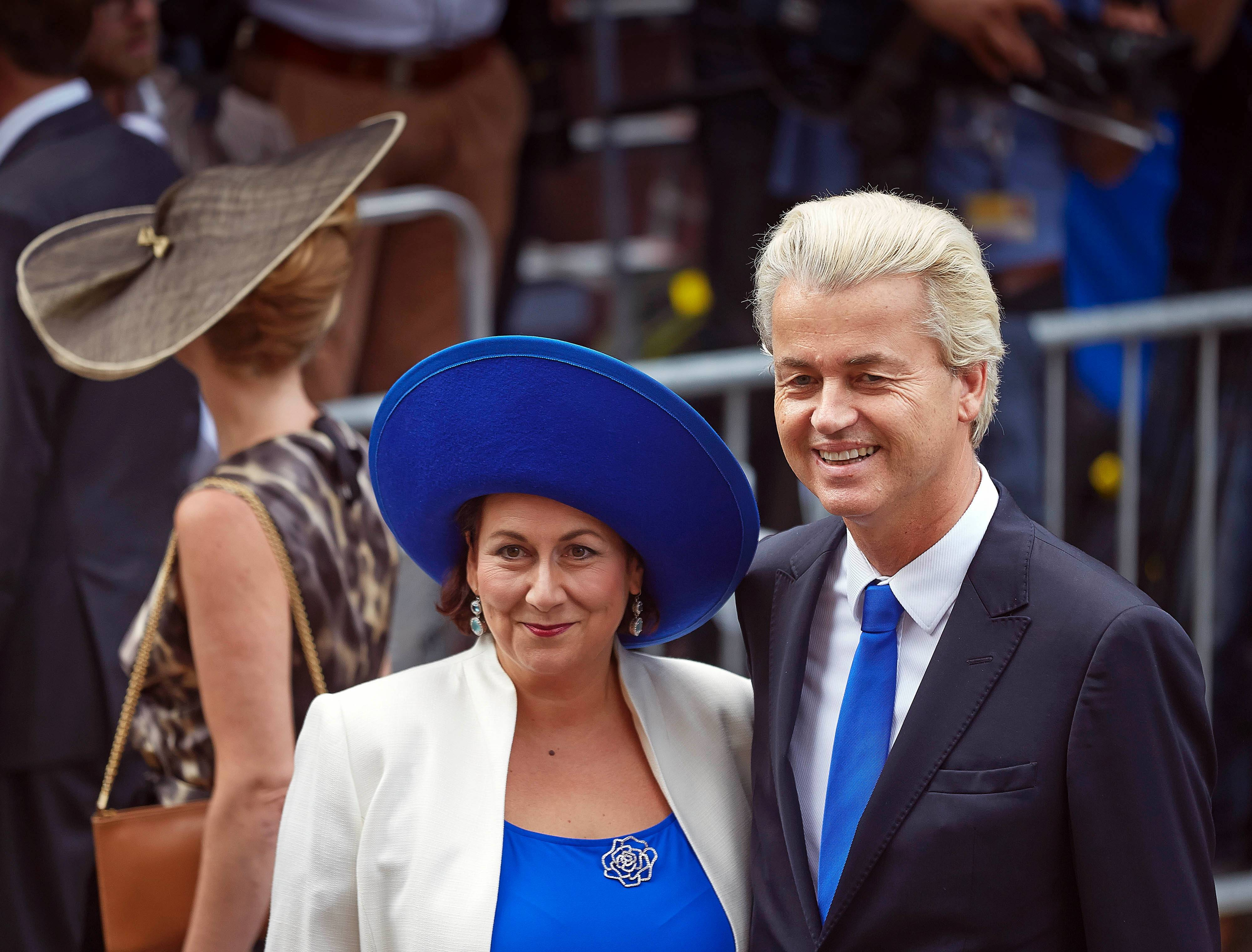
خیرت ویلدرس به همراه همسر مجارستانی خود «کریستینا مارفای» در روز بزرگداشت پادشاهی هلند (سال ۲۰۱۴)

### اصالت
مادر بزرگ ویلدرس اهل جاوه در اندونزی بوده‌است. در آن زمان اندونزی (که هند شرقی هلند نامیده می‌شد) مستعمره هلند بوده و پدربزرگ آقای ویلدرس در آنجا خدمت می‌کرده‌است.

### قد
قد خرت ویلدرس ۱۹۵ سانتی‌متر است.

### رنگ مو
یکی از ویژگی‌های آقای ویلدرس موهای سپید اوست. او را معروفترین سپید مو بعد از مریلین مونرو می‌دانند و به او لقب موتسارت می‌دهند. رنگ موی او در اصل قهوه‌ای است و او با رنگ مو، موهای خود را سفید می‌کند. گفته می‌شود که نخستین بار او به عنوان شوخی، موهایش را سفید کرد اما این کار به قدری جلب توجه کرد که او تصمیم گرفت این کار را ادامه دهد.